# Beatrice Chebet
Beatrice Chebet (Kericho, 5 de março de 2000) é uma fundista queniana, recordista mundial e campeã olímpica dos 10 000 metros e dos 5 000 metros. Ela também foi campeã mundial de cross-country, campeã mundial junior e dos Jogos da Commonwealth nos 5 000 m, além de campeã da Diamond League de 2022 na mesma distância.
Chebet estabeleceu nova marca mundial para os 10 000m, que não é sua principal prova, na etapa da Diamond League de 2024 em Eugene, EUA, com o tempo de 28:54.14, quebrando a antiga marca da etíope Letesenbet Gidey – 29:01 – e se tornando a primeira mulher a correr a distância em menos de 29 minutos. Na sua prova principal, os 5 000 m, ela tem uma medalha de prata no Campeonato Mundial de Atletismo de 2022 em Eugene e uma de bronze no Mundial de 2023 em Budapeste.
Nos Jogos Olímpicos de Paris 2024 conquistou a medalha de ouro nos 5000 m derrotando a compatriota Faith Kipyegon, recordista mundial dos 1500 m  e a holandesa Sifan Hassan, campeã olímpica da prova em Tóquio 2020. Quatro dias depois conquistou uma segunda medalha de ouro também nos 10 000 m, tornando-se bicampeã olímpica vencendo as duas provas de fundo em pista do atletismo.
Em setembro de 2024 conquistou novamente o título dos 5000 m da Diamond League em Bruxelas, Bélgica.
Em junho de 2025 ela fez a então segunda melhor marca do mundo para os 5000 metros – 14:03.6 – no Golden Gala, etapa de Roma da Diamond League. Um mês depois estabaleceu novo recorde mundial para a prova, vencendo o Prefontaine Classic, etapa da Diamond League em Eugene, com o tempo de 13:58.06, primeira mulher a correr a distância em menos de 14 minutos.